# آبي مارتن (صحفية)
آبي مارتن (بالإنجليزية: Abby Martin)‏ هي صحفية ومقدمة تلفزيونية أمريكية، ولدت في 6 سبتمبر 1984 في أوكلاند في الولايات المتحدة. شاركت في تأسيس موقع ميديا رووتس الإعلامي. في عام 2015 أطلقت سلسة وثائقية تحت اسم امباير فايلز على قناة تيليسور الفنزويلية و لاحقا انفصلت عنها و اقتصر بثه على موقع ميديا رووتس و في عام 2019 أصدرت الفلم الوثائقي "غزة تحارب من أجل التحرر".

## وصلات خارجية
- الموقع الرسمي
- سوزانا مارتن على موقع IMDb (الإنجليزية)
- سوزانا مارتن على موقع قاعدة بيانات الفيلم (الإنجليزية)